# San Antonio de Nor Cala
San Antonio de Nor Cala ist eine Ortschaft im Departamento Oruro im Hochland des südamerikanischen Andenstaates Bolivien.

## Lage im Nahraum
San Antonio de Nor Cala ist der zentrale Ort des Kantons San Antonio de Norcala im Municipio Corque in der Provinz Carangas. Die Ortschaft liegt auf einer Höhe von 3810 m auf dem bolivianischen Altiplano etwa 75 Kilometer nördlich des Salzsees Salar de Coipasa.

## Geographie
Das Klima in der Region ist semiarid und weist eine kurze Regenzeit im Sommer auf, der Jahresniederschlag liegt bei knapp 300 mm (siehe Klimadiagramm Turco). Die Jahresdurchschnittstemperatur liegt bei gut 6 °C ohne wesentliche Schwankungen im Jahresverlauf, aber mit starken Tagesschwankungen der Temperatur und häufigem Frostwechsel.
Die Vegetation entspricht der semiariden Puna. Sie ist baumlos und setzt sich vor allem aus Dornsträuchern, Gräsern, Sukkulenten und Polsterpflanzen zusammen. Sie wird wirtschaftlich als Lama-, Alpaka- und Schafweide genutzt.

## Verkehrsnetz
San Antonio de Nor Cala liegt in einer Entfernung von 129 Straßenkilometern südwestlich von Oruro, der Hauptstadt des Departamentos.
Von Oruro aus führt die unbefestigte Nationalstraße Ruta 12 über Toledo und Ancaravi nach Opoqueri und weiter über Huachacalla und Pisiga an der chilenischen Grenze nach Colchane in Chile.
Acht Kilometer nordöstlich von Opoqueri überquert die Ruta 12 den Río Barras, der über die meiste Zeit des Jahres 20 Kilometer südlich von Opoqueri in der Puna versickert und nur in den regenreichen Monaten Januar bis März weiter in den Salar de Coipasa fließt.
Von Opoqueri aus führt eine unbefestigte Piste in nördlicher Richtung und erreicht San Antonio de Nor Cala nach fünfzehn Kilometern.

## Bevölkerung
Die Einwohnerzahl der Ortschaft ist in dem Jahrzehnt zwischen den beiden letzten Volkszählungen um fast die Hälfte angestiegen:
| Jahr | Einwohner         | Quelle       |
| ---- | ----------------- | ------------ |
| 1992 | keine Detaildaten | Volkszählung |
| 2001 | 225               | Volkszählung |
| 2012 | 310               | Volkszählung |
| 2024 |                   | Volkszählung |

Die Region weist einen hohen Anteil indigener Bevölkerung auf, im Municipio Corque sprechen 89,7 Prozent der über 6-Jährigen Aymara.